# Déchéance de nationalité

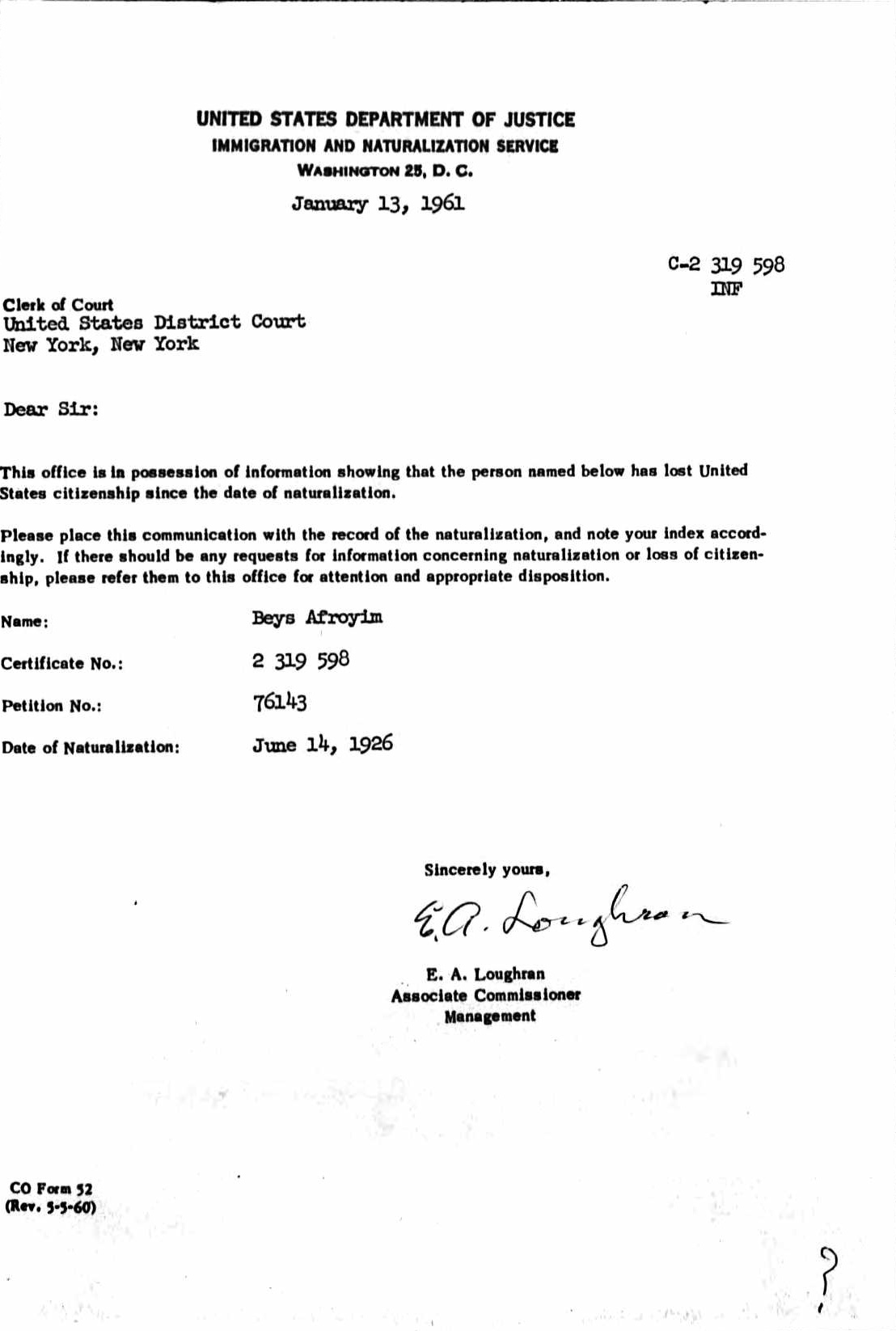
déchéance

La déchéance de nationalité est le fait pour un État de retirer sa nationalité à un de ses nationaux. Cette disposition juridique existe dans de nombreuses législations.

## Généralités
Des conventions internationales définissent la possession d'une nationalité comme un droit, et restreignent en conséquence de retirer sa nationalité à une personne si cela la rend apatride à des cas très limités.
La Déclaration universelle des droits de l'homme adoptée en 1948 proclame le droit de la nationalité :
« Article 15 :
1. Tout individu a droit à une nationalité.
2. Nul ne peut être arbitrairement privé de sa nationalité, ni du droit de changer de nationalité. »

— Article 15 de la Déclaration universelle des droits de l'homme,
La Convention de New York sur la réduction des cas d'apatridie de 1961 (non ratifiée par la France) prévoit, dans des cas très limités, la possibilité d'une déchéance de nationalité, y compris si cela conduit à créer un apatride (art. 8, §3).
La Convention européenne sur la nationalité de 1997 (non ratifiée par la France) encadre strictement les cas de déchéance de nationalité, et les proscrit si cela conduit à créer un apatride.

## Amérique

### Canada
En février 2016, le gouvernement du premier ministre Justin Trudeau présente le projet de loi C-24 visant à abroger la loi mise en place par les conservateurs en 2015 appliquant la déchéance de citoyenneté aux Canadiens binationaux reconnus coupables de terrorisme, espionnage ou encore de trahison et qui rétablira dans sa nationalité canadienne la seule personne qui en avait été déchue en 2015. Le ministre de l'immigration John McCallum explique « Cette loi a créé deux classes de Canadiens et nous croyons fortement qu'il n'y a qu'une classe de Canadiens et que tous les Canadiens sont égaux ».

### Nicaragua
En février 2023, 222 opposants nicaraguayens au gouvernement de Daniel Ortega sont déclarés « traîtres à la patrie » puis expulsés et privés de leur nationalité. De même, 94 opposants au régime, mais déjà en exil, sont aussi privés de leur nationalité nicaraguayenne,,.

## Europe
Dix-neuf États membres[Quand ?] de l'Union européenne prévoient une procédure de déchéance de nationalité et neuf n'en prévoient aucune .

### Allemagne
L'art. 16 de la Loi fondamentale de la République fédérale d'Allemagne interdit toute privation de nationalité.

### France
Depuis la loi du 16 mars 1998, l'article 25 du code civil qui concerne la déchéance de nationalité est ainsi rédigé : « l'individu qui a acquis la qualité de Français peut, par décret pris après avis conforme du Conseil d'État, être déchu de la nationalité française, sauf si la déchéance a pour résultat de le rendre apatride ».

### Royaume-Uni
En 2017, le Royaume-Uni a déchu de la nationalité britannique 150 djihadistes et criminels. Ce sont tous des doubles ressortissants, y compris des personnes nées au Royaume-Uni avec des parents de différentes nationalités, en raison du fait qu'il est impossible d'ôter la citoyenneté à quelqu'un qui deviendrait apatride.

## Asie et Océanie

### Australie
Un citoyen australien naturalisé peut être déchu de la citoyenneté australienne en vertu de l'article 34 de la loi de 2007 dans les circonstances suivantes :
- condamnation pour certaines infractions à la loi australienne sur la citoyenneté de 1948 ou à la loi sur les migrations de 1958. Il s'agit principalement d'une fraude dans la demande de citoyenneté ou de migration de la personne.
- lorsque la personne est condamnée à une peine de prison de 12 mois ou plus (dans n'importe quel pays) pour une infraction commise avant l'approbation de sa demande de citoyenneté australienne. La privation de citoyenneté ne peut pas se produire pour cette raison si la personne n'a pas d'autre citoyenneté.

Tout citoyen australien peut également être privé de la citoyenneté australienne en vertu du même article dans ces circonstances:
- En décembre 2015, la loi de 2007 a été modifiée par l'Australian Citizenship Amendment (Allegiance to Australia) Act 2015 (Cth) qui introduit trois mécanismes par lesquels la citoyenneté peut être perdue: la renonciation par conduite (art 33A) ; un article 35 élargi pour couvrir une aide à une organisation terroriste déclarée ; et un nouveau pouvoir pour le ministre d'annuler la citoyenneté après qu'une personne a été déclarée coupable de l'une des nombreuses infractions, dont la plupart sont liées au terrorisme ou à la trahison, et que le ministre est convaincu de certains critères d'intérêt public (art 35A)[11].
  - L'exposé des motifs indique clairement que se livrer au comportement de « terrorisme » spécifié est ce qui montre que la personne a agi d'une manière incompatible avec son allégeance à l'Australie. On dit que la perte de la citoyenneté se produit par effet de la loi[12]. L'idée selon laquelle quelque chose peut être renoncé par l'effet de la loi est bien établie dans la jurisprudence australienne - voir par exemple Bagnall v White[13] - mais la récente décision de la Cour fédérale plénière dans l'affaire SZSSJ / Ministre de l'immigration et de la protection des frontières a indiqué que cela peut être il est difficile pour les tribunaux d'éviter de conclure qu'une décision administrative doit être prise par quelqu'un à un moment donné et qu'un ministre doit assumer la responsabilité ultime des décisions de son ministère[14].
  - La première personne à avoir été privée de la citoyenneté australienne pour des infractions terroristes a été le combattant de l'État islamique Khaled Sharrouf en février 2017 qui s'est retrouvé avec sa seule citoyenneté libanaise[15].

### Inde
En août 2019, près 2 millions de personnes de l’État de l'Assam, pour la plupart musulmanes, sont déchues de la nationalité indienne et deviennent apatrides l'Inde estimant que leurs familles, leurs ancêtres, n'avaient pu prouver leur installation en Assam avant le 24 mars 1971 date de l’indépendance du Bangladesh, source de violents combats ayant provoqué l'afflux de réfugiés dans cet État.

## République dominicaine
Alors que les cas d'apatridie sont devenus rares après 1945, le gouvernement de Saint-Domingue déchoit de leur nationalité et rend apatrides plus de 200 000 descendants de migrants haïtiens nés sur le sol dominicain, créant une crise avec l'ONU.